# Tribunal administratif de Pau
Le tribunal administratif de Pau est un tribunal administratif, créé en 1953. Il siège à Pau et juge en premier ressort les affaires d'ordre administratif qui lui sont soumises ; son ressort territorial s'étend sur quatre départements français.

## Compétences
Le ressort territorial du tribunal administratif de Pau, l’un des 31 tribunaux administratifs en France métropolitaine, correspond à quatre départements du Sud-Ouest : Pyrénées-Atlantiques et Landes  (en région Nouvelle-Aquitaine), Hautes-Pyrénées et Gers (en région Occitanie). 
En 2021, plus de 3 000 affaires ont été traitées ; les dossiers principaux (les plus fréquents) sont les contentieux liés à l'urbanisme et à l'environnement (18%), au séjour des étrangers (20%) ou à la crise sanitaire. Suivent le contentieux lié aux aides sociales ou à la fonction publique (10 à 11 % des affaires en 2021) et le contentieux fiscal (autour de 8 %),.
Le rôle de ce tribunal administratif en matière de respect des libertés individuelles a été souligné notamment à l'occasion d'assignations à résidence, lors de l'État d'urgence en 2015.
Outre la partie pyrénéenne qui relève de la loi montagne de 1985, le ressort du tribunal comprend les cotes basque et landaise, objets d'une forte pression foncière. Le contentieux en matière d'aménagement et d’urbanisme des espaces littoraux est arbitré par le tribunal administratif de Pau dans le cadre de la loi « littoral » de 1986.

## Histoire
Les tribunaux administratifs ont été créés, en France métropolitaine et dans les départements d'outre-mer, par le décret no 53-934 du 30 septembre 1953 qui entre en vigueur en 1954. 
Ils succèdent aux conseils de préfecture interdépartementaux.
Le conseil de préfecture de Pau, créé en 1800, était devenu un (des 22) conseil de préfecture interdépartemental par décret du 6 septembre 1926.
Il comprenait déjà les départements Basses-Pyrénées (renommées Pyrénées-Atlantiques en 1969), Hautes-Pyrénées, Gers et Landes.
Les tribunaux administratifs français s'émancipent de l'administration préfectorale : depuis 1953 ils se voient reconnaître la qualité de juridictions administratives de droit commun, jugeant l'ensemble du contentieux en premier ressort, à quelques exceptions près pour l'ordre administratif ; à l'origine, le Conseil d'État devient l'instance d'appel, avant la création des Cour administrative d'appel.

## Organisation
Le tribunal administratif de Pau a un effectif stabilisé de 12 magistrats et 16 agents de greffe.
Valérie Quéméner en est la présidente actuelle[Quand ?]. Jean-Yves Madec en est ancien président.

## Voies de recours
Les jugements du tribunal administratif de Pau susceptibles de recours sont déférés en appel devant la cour administrative d'appel de Bordeaux (créée en 1989). Le Conseil d'État, à l’origine instance d’appel, peut désormais être saisie pour un pourvoi en cassation.
Concernant le contentieux électoral, celui des référés et quelques autres, ils sont examinés en appel par le Conseil d'État (situé à Paris).

## Colloques
La faculté de droit de l'Université de Pau et des pays de l'Adour et le tribunal administratif de Pau organisent depuis plusieurs années une journée d'étude et de formation, sur des thématiques juridiques d'actualité. Elles concernent en particulier le droit administratif, ainsi que la question des libertés et des droits fondamentaux.
La thématique retenue en 2019 est celle de « La hiérarchie des illégalités ». 
Ont été abordées, dans les colloques précédents, les questions relatives aux thèmes :
- de « l'exécution des décisions de justice administrative » ;
- du « principe du contradictoire dans le procès administratif » ;
- de « la contradiction dans la procédure administrative non contentieuse » ;
- des « personnes en difficulté de logement » ;
- « le juge administratif et les situations acquises : l'exemple de la jurisprudence du Tribunal administratif de Pau ».